# IC 3370
IC 3370 ist eine elliptische Galaxie vom Hubble-Typ E2 im Sternbild Zentaur. Sie ist schätzungsweise 123 Millionen Lichtjahre von der Milchstraße entfernt.
Das Objekt wurde am 30. Januar 1898 von Lewis Swift entdeckt.